# John Paul Jones (hudebník)
John Baldwin (* 3. ledna 1946, Sidcup, Anglie), známý pod pseudonymem John Paul Jones, je anglický hudebník, producent a aranžér, který působil jako klávesista a baskytarista v kapele Led Zeppelin od jejího vzniku až do jejího rozpadu po smrti Johna Bonhama v září roku 1980.

## Dětství a studium
John Paul Jones se narodil 3. ledna 1946 v Sidcup v anglickém hrabství Kent. Jeho rodiče byli muzikanti a po vzoru otce začal Jones ve svých 6 letech hrát na piano. Otec Joe byl profesionální pianista a aranžér v Ambroseově orchestru, pravidelně hrál v denním vysílání BBC skladby od Händela, Rossiniho, Ravela či Offenbacha, také hrál se svou ženou a matkou Jonese v komickém duu, kde předváděli aktuální hity Maria Lanzy, Ronnieho Hiltona, Very Lynnové nebo Donalda Peerse. Často s sebou brali i mladou zpěvačku Kathy Kirby se, kterou Jones později spolupracoval jako studiový hráč. Kvůli vytíženému programu rodičů musel mladý John na internátní školu Christ's College v Blackheathu na jihovýchodě Londýna.
V Londýně si doplnil své hudební vzdělání, ve školní kapli a v místním kostele, kde hrál na varhany, a ve svých 14 se zde stal sbormistrem. Velmi rád poslouchal klavírní koncerty ruského skladatele Sergeje Rachmaninova, ale také si našel oblibu v bluesové hudbě od Big Billa Bronzyho, Fatse Wallera a Jimmyho Smithe. Blues mu později ukázalo cestu k jazzu především k Charlesi Mingusovi. Ve stejném roce dostal od svých rodičů baskytaru, kterou si přál, byla to elektrická baskytara Dallas. Na nástroj se učil po vzoru chicagského baskytaristy Phila Upschurche. Se svou baskytarou začal hrát s přáteli ve skupině, kterou pojmenovali Deltas. Během krátké doby se formace stala velmi oblíbenou o čem svědší i koncerty v Americe, kde se ještě více prohloubila jeho vášeň k americké hudbě. První opravdu velký úspěch byl, když vyhrál konkurz, který pořádali bývalí členové skupiny Shadows Tony Mehean a Jet Harris. Z Jonese se tedy stal profesionální hráč a koupil si baskytaru Fender Jazz.

## Profesionální období
Hraní s Meheanem a Jetem Harrisem Jonesovi vydělalo 30 liber týdně a poznal spoustu zajímavých a důležitých osobností jako byl Andrew Loog Oldham, také si změnil své jméno z John Baldwin na John Paul Jones. Spolupráce s Harrisem a Meheanem ovšem skončila po odchodu Harrise, Jones chvíli hrál s Meheanem směsici jazzu a popu, skupina však neměla úspěch a tak se rozešli. Po rozpadu Jones vydal singl „Baja“, díky kterému se seznámil se studiovými hráči, jako byli Jimmy Page či Jim Sullivan. Netrvalo dlouho a stal se také studiovým hráčem a díky svému hudebnímu vzdělání i aranžér. První práce aranžéra ve studiu byla v roce 1966 k písni „Sunshine Superman“ od Donovana, ze které se stal velký hit. Následovala spolupráce s interprety, jako byli Tom Jones, Cliff Richard, Petula Clark a spousta dalších. Z Jonese se stal profesionál ze studia, ale chyběla mu vlastní interpretace hudby. Roku 1967 vytvořil aranžmá pro píseň „She's a Rainbow“ skupiny The Rolling Stones z alba Their Satanic Majesties Request.

## Led Zeppelin

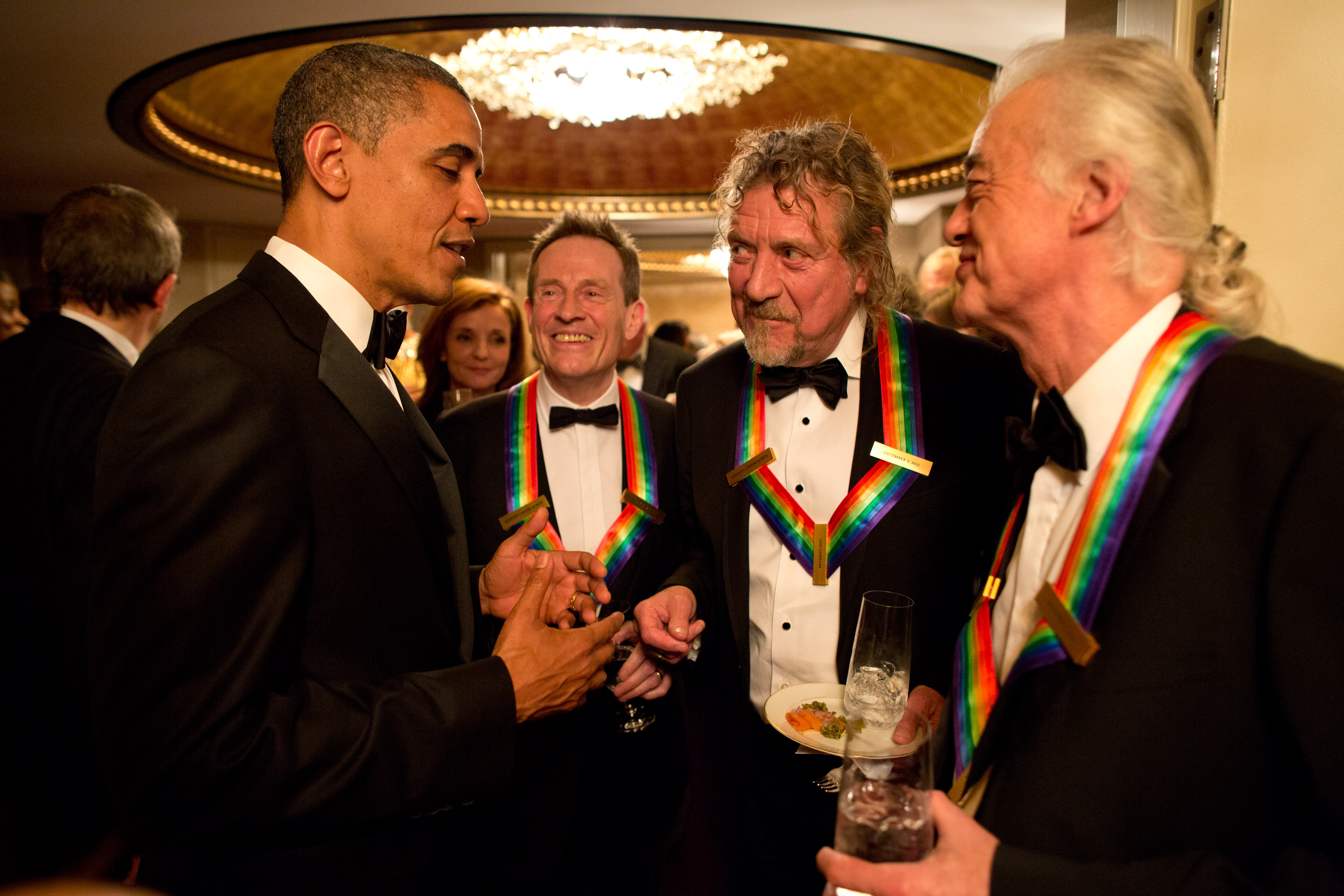
Barack Obama, John Paul Jones, Robert Plant a Jimmy Page, při přebírání cen Kennedy Center Honors

Po několika nabídkách bývalého kolegy ze studia Jimmyho Page k hraní s ním v kapele se Jones rozhodl opustit práci aranžéra a studiového hráče, sice finančně klesl, ale zato se mohl pustit do realizace vlastních nápadů. Page později přiznal, že získat Jonese do kapely pro něho bylo prioritou, protože hudebně byl na nejvyšší úrovni a měl zajímavé nápady. Poté, co Page sehnal zpěváka Roberta Planta a bubeníka Johna Bonhama kontaktoval Jonese a kapela s tehdejším názvem New Yardbirds vzniklá z předchozích The Yardbirds byla na světě. Později kvůli dohadům s bývalými členy Yardbirds se skupina přejmenovala na Led Zeppelin. Jones ve skupině působil jako všichni ostatní členové od jejího vzniku v roce 1968, tak do jejího rozpadu v září roku 1980. Byly zde sice nějaké rozpory a Jones občas zvažoval návrat jako aranžér v nahrávacím studiu, ale manažer kapely Peter Grant se vždy postaral, aby se vše vyřešilo. Oproti jiným kapelám byli Led Zeppelin poměrně bezkonfliktní co se vztahu mezi členy týče. Jones se jako autor podílel téměř na všech nahrávkách Led Zeppelin, za zmínku stojí například varhany v písni „Your Time Is Gonna Come“, album Led Zeppelin II, které je uznáváno jako jedno z nejlepších baskytarových alb, zvláště hutný riff v písni „Heartbreaker“, melodická linka v „Ramble On“ či basové sólo ve skladbě „Lemmon Song“, jež je Zeppelinovskou coververzí slavné bluesové klasiky od Howlin' Wolfa „Killing Floor“. Dále také klávesový doprovod v písních „Stairway to Heaven“ a „Kashmir“.

## Období po Led Zeppelin
Po rozpadu kapely v září 1980 se Jones stáhl stejně jako Page do ústraní, staral se o svou farmu Sussexu (kterou koupil roku 1977), věnoval se manželce a užíval si svých dcer. Když se rozhodl vrátit jako muzikant, ale i jako producent, aranžér a autor. Podílel se na nahrávkách umělců, jako byli R.E.M., Heart, Ben E. King, La Fura dels Baus, Karl Sabino či Butthole Surfers, také spolupracoval s Paulem McCartneym na písním k filmu Give My Regards to Brood Street. Ve filmové hudbě pokračoval, například soundtrackem k snímku Michaela Winnera Scream for Help z roku 1986. V roce 1988 produkoval úspěšné album Children skupiny Mission, z hudební spolupráce s gotickou kapelou Sisters of Mercy vzešel jejich největší hit, píseň „Tower of Strength“. Frontman kapely Wayne Hussey vzpomínal, jaké měli obrovské štěstí, že s nimi spolupracoval právě John Paul Jones. Téhož roku přispěl skladbou „4-Minute Warning“ na album Briana Ena nazvané Music for Films III. V roce 1990 John Paul produkoval album své nejstarší dcery Jacindy Jonesové, které si sice moc dobře nevedlo, ale zato si Jones spolupráci velmi užil. Roku 1993 byl producentem alba Independent Worm Saloon experimentální skupiny Butthole Surfers. V té době rovněž vytvořil orchestrální aranžmá pro album Automatic for the People od R.E.M.
V roce 1994 natočil album s hudebnicí Diamandou Galás, jež dostalo název The Sporting Life. Se skupinou Led Zeppelin se sešel v roce 1985 na Live Aid, skupina ovšem nebyla pořádně sehraná a navíc Jones neboť přišel na poslední chvíli (asi týden před koncertem) ujal se jen kláves a na baskytaru hrál Paul Martinez z kapely Roberta Planta. Pořádné hraní si tedy Jones užil až v roce 2007 v londýnské O2 areně jako Led Zeppelin Reunion, kde bubnoval syn zesnulého bubeníka Johna Bonhama Jason Bonham, tento koncert byl ovšem pro Led Zeppelin doposud poslední.

## Nové milénium
Po roce 2000 John Paul Jones pokračoval jako producent, ale i jako muzikant těsně před novým miléniem v roce 1999 vydává své debutové sólové album Zooma a v roce 2001 album Thunderthief, deska byla vydána vydavatelstvím Discipline Global Mobile, které vlastní kytarista King Crimson Robert Fripp. Ten si dokonce zahrál na skladbě „Leafy Meadows“. V roce 2004 se účastnil turné s kapelou Mutual Admiration Society společně s Glenem Phillipsem, frontmanem kapely Toad the Wet Sprocket. Dále si Jones zahrál dvě písně na albu In Your Honor od skupiny Foo Fighters, kde se seznámil s frontmanem Davem Grohlem, velkým fanouškem Led Zeppelin. S ním a ještě s kytaristou Queens of the Stone Age Joshem Hommem zakládají roku 2009 superskupinu Them Crooked Vultures, ze stejnojmenného alba pocházejí písně jako „Elephants“ a „New Fang“. V té době rovněž spolupracoval se skupinou Sonic Youth na hudbě k vystoupení taneční společnosti Merce Cunninghama. V 2010 dostal ocenění Gold Badge Award od The British Academy of Songwriters, Composers and Authors za jeho přínos britské hudbě a roku 2012 byl jako člen Led Zeppelin společně s Robertem Plantem a Jimmym Pagem oceněn Kennedy Center Honors za přínos americké kultuře.
V únoru a březnu 2011 vystupoval v londýnské Royal Opera House jako člen skupiny hrající doprovod k opeře Marka Anthonyho Turnage nazvané Anna Nicole. V listopadu 2012 odehrál turné po Británii s norskou avantgardní skupinou Supersilent. V listopadu 2013 absolvoval americké turné se skupinou Dave Rawlings Machine, při němž hrál na mandolínu. Při jednom koncertu hráli například alternativní verzi písně „Going to California“ od Led Zeppelin. S kapelou znovu hrál o rok později. V roce 2014 vydal společně s norským hudebníkem Helge Stenem, známým především na elektronické scéně, album Clound to Ground. Své hudební spojení nazvali Minibus Pimps. Album je směsicí progresivní hudby 70. let s prvky elektronické hudby, která se začala vyvíjet v 90. letech. Ve stejném roce také odmítl další angažmá s Led Zeppelin, kvůli opeře na které začal pracovat, doposud o jejím vzniku však nebyl žádný záznam. Od roku 2011 rovněž vystupoval s americkým zpěvákem Seasick Stevem; hrál s ním například v televizním pořadu Later... with Jools Holland (2013) a vystupoval na jeho albech You Can't Teach an Old Dog New Tricks (2011) a Hubcap Music (2015).

## Diskografie

Jonesův znak z alba Led Zeppelin IV

### S Led Zeppelin
- Led Zeppelin (1969)
- Led Zeppelin II (1969)
- Led Zeppelin III (1970)
- Led Zeppelin IV (1971)
- Houses of the Holy (1973)
- Physical Graffiti (1975)
- The Song Remains the Same (1976)
- Presence (1976)
- In Through the Out Door (1979)
- Coda (1982)
- BBC Sessions (1997)
- How the West Was Won (2003)

### Sólové projekty
První jeho sólovou nahrávkou byl singl „Baja“/ „A Foggy Day in Vietnam“ z dubna 1964.
- Scream for Help (1985) (soundtrack)
- The Sporting Life (1994), nahráno s Diamandou Galás
- Zooma (1999)
- The Thunderthief (2001)

## Filmografie
- The Song Remains the Same (1976)
- Give My Regards to Broad Street (1984)
- The Secret Adventures of Tom Thumb (1993) skladatel
- Risk (1994) skladatel
- Led Zeppelin DVD (2003)